# Principat de Balsan
Balsan (o Ghodna) fou un dels estats tributaris protegits de l'Índia del grup d'estats de la muntanya de Simla, llavors al Panjab i ara Himachal Pradesh. La seva superfície era de 132 km² i la població el 1881 de 5.190 habitants i el 1901 de 6.704 habitants distribuïts en 152 pobles. La capital Balsan estava a uns 50 km a l'est de Simla a la vora del riu Giri. El territori era fèrtil. El tribut al govern britànic era de 1080 rúpies.
El seu sobirà era rajput, amb títol de rana i la nissaga declarava ser descendent de la dinastia de Simoor, per mitjà d'Alak Singh, que va formar una branca separada de la família reial de Sirmoor. L'estat fou tributari de Sirmoor fins al 1805. El 1857 el sobirà local va ajudar els britànics en el motí i en recompensa va rebre més territoris i el títol hereditari de rana (1858 o 1859). Jograj Singh va morir el 1867 i el seu fill gran Sahib Singh havia mort abans i la successió va passar al net Bhup Sing (Dhop Singh) que va morir el 17 de novembre de 1884 i el va succeir el seu fill Bhir Singh. L'únic fill d'aquest Surat Singh va morir el 1885 i a la seva pròpia mort el 1918 el va succeir el seu germà Attar Singh; a la mort d'aquest el 1936 va pujar al tron el seu fill Ran Bahadur Singh que va abdicar el 1943 i el va succeir el seu germà Vidhya Bhushan Singh Jandaive que el 1948 es va integrar a l'Índia i va morir el 1979. El títol va passar al seu fill Trivikram Bhushan Singh.

## Llista de ranes
- Jograj Singh 1815-1867
- Bhup Sing 1867-1884
- Bhir Singh 1884-1918
- Attar Singh 1918-1936
- Ran Bahadur Singh 1936-1943
- Vidhya Bhushan Singh Jandaive 1943-1948